# Emilio Colombo
Emilio Colombo (ur. 11 kwietnia 1920 w Potenzy, zm. 24 czerwca 2013 w Rzymie) – włoski polityk, działacz Chrześcijańskiej Demokracji, premier Włoch w latach 1970–1972, przewodniczący Parlamentu Europejskiego od 1977 do 1979. Przez ponad 45 lat nieprzerwanie parlamentarzysta krajowy. Wiceminister i minister w około trzydziestu rządach, dożywotni członek Senatu.

## Życiorys
Z wykształcenia prawnik. Zaangażował się w działalność młodzieżowych organizacji chrześcijańskich, pełnił m.in. funkcję wiceprzewodniczącego akcji katolickiej. Później przez wiele lat był jednym z liderów Chrześcijańskiej Demokracji.
W 1946 został posłem do powołanej po II wojnie światowej konstytuanty (Assemblea Costituente della Repubblica Italiana), która działała do 1948. W tym samym roku został po raz pierwszy wybrany do Izby Deputowanych. W niższej izbie włoskiego parlamentu zasiadał nieprzerwanie do 1992 jako poseł I, II, III, IV, V, VI, VII, VIII, IX, X i XI kadencji.
Pomiędzy 1948 a 1993 Emilio Colombo wielokrotnie wchodził w skład włoskich rządów jako:
- podsekretarz stanu ds. rolnictwa w 5. i 6. rządzie Alcide De Gasperiego (1948–1951),
- podsekretarz stanu ds. robót publicznych w 8. rządzie Alcide De Gasperiego, rządzie Giuseppe Pelli, 1. rządzie Amintore Fanfaniego i rządzie Mario Scelby (1953–1955),
- minister rolnictwa i leśnictwa w 1. rządzie Antonia Segniego i rządzie Adone Zoliego (1955–1958),
- minister handlu zagranicznego w 2. rządzie Amintore Fanfaniego (1958–1959),
- minister przemysłu i handlu w 2. rządzie Antonia Segniego, rządzie Fernanda Tambroniego, 3. i 4. rządzie Amintore Fanfaniego (1959–1963),
- minister skarbu oraz częściowo p.o. ministra budżetu i planowania gospodarczego w 1. rządzie Giovanniego Leone, 1., 2. i 3. rządzie Aldo Moro, w 1., 2. i 3. rządzie Mariano Rumora, w 2. rządzie Giovanniego Leone (1963–1970),
- minister skarbu w 1. rządzie Giulia Andreottiego (1972),
- minister bez teki ds. kontaktów z ONZ w 2. rządzie Giulia Andreottiego (1972–1973),
- minister finansów w 4. rządzie Mariano Rumora (1973–1974),
- minister skarbu w 5. rządzie Mariano Rumora, 4. i 5. rządzie Aldo Moro (1974–1976),
- minister spraw zagranicznych w 2. rządzie Francesca Cossigi, rządzie Arnalda Forlaniego, 1. i 2. rządzie Giovanniego Spadoliniego i 5. rządzie Amintore Fanfaniego (1980–1983),
- minister budżetu i planowania gospodarczego w rządzie Giovanniego Gorii (1987–1988),
- minister finansów w 1. rządzie Giuliana Amato (1992–1993)[1].

Od 6 sierpnia 1970 do 17 lutego 1972 sprawował urząd premiera. Zaplecze rządu stanowiły partie chadeków, socjalistów, socjaldemokratów i republikanów. Od 6 marca 1971 do końca urzędowania pełnił jednocześnie obowiązki ministra sprawiedliwości.
W 1976 został powołany w skład Parlamentu Europejskiego. Rok później objął stanowisko jego przewodniczącego, które zajmował przez dwa lata. W pierwszych powszechnych wyborach europejskich uzyskał mandat eurodeputowanego, z którego zrezygnował po niespełna roku (przewodniczył w tym czasie Komisji ds. Kwestii Politycznych). Po raz kolejny został wybrany do PE III kadencji w 1989, zasiadał w nim do 1992. Wchodził w skład grupy Europejskiej Partii Ludowej. Po rozwiązaniu chadecji w pierwszej połowie lat 90. działał m.in. we Włoskiej Partii Ludowej.
14 stycznia 2003 prezydent Carlo Azeglio Ciampi mianował Emilia Colombo dożywotnim senatorem.

## Odznaczenia i wyróżnienia
Odznaczony m.in. francuską Legią Honorową II klasy i Krzyżem Wielkim Orderu Zasługi Republiki Włoskiej (1993). Laureat Nagrody Karola Wielkiego z 1979